# Peter Beil
Peter Beil, pseudonimo di Tom Karrasch (Amburgo, 9 luglio 1937 – Amburgo, 13 aprile 2007), è stato un cantante, compositore, trombettista e bandleader tedesco, che era dedito principalmente ai generi pop-Schlager e che era professionalmente in attività a partire dalla fine degli anni cinquanta.
Nel corso della sua carriera, vendette circa 7 milioni di dischi e partecipò ad oltre 300 trasmissioni televisive. Era il padre della cantante e conduttrice televisiva Caroline Beil.

## Biografia
Tom Karrasch, in seguito noto con lo pseudonimo Peter Beil, nasce ad Amburgo il 7 luglio 1937.
Conseguito il diploma, dopo uno stage in una fabbrica di abbigliamento maschile, si diploma alla scuola statale di musica di Amburgo, specializzandosi nello studio della tromba. Si dedica inoltre allo studio del violino, del basso e del vibrafono.
In seguito fonda il gruppo Crazy Combo, assieme al quale si fa conoscere nel 1958, partecipando al talent show condotto da Peter Frankenfeld Toi, Toi, Toi.
Raggiunge il successo nel 1961, quando incide una cover in tedesco della hit di Ray Peterson Corina, Corina: il 45 giri staziona per 33 settimane nella hit parade tedesca.
Nel 1964 sposa con la modella, eletta Miss Amburgo, Barbara Kalweit, dalla quale nascerà la figlia Caroline.
Nel 1996 si sposa in seconde nozze con Angelika.
Muore nella sua casa di Winterhude (Amburgo) il 13 aprile 2007 a causa di un cancro ai polmoni, all'età di 69 anni.

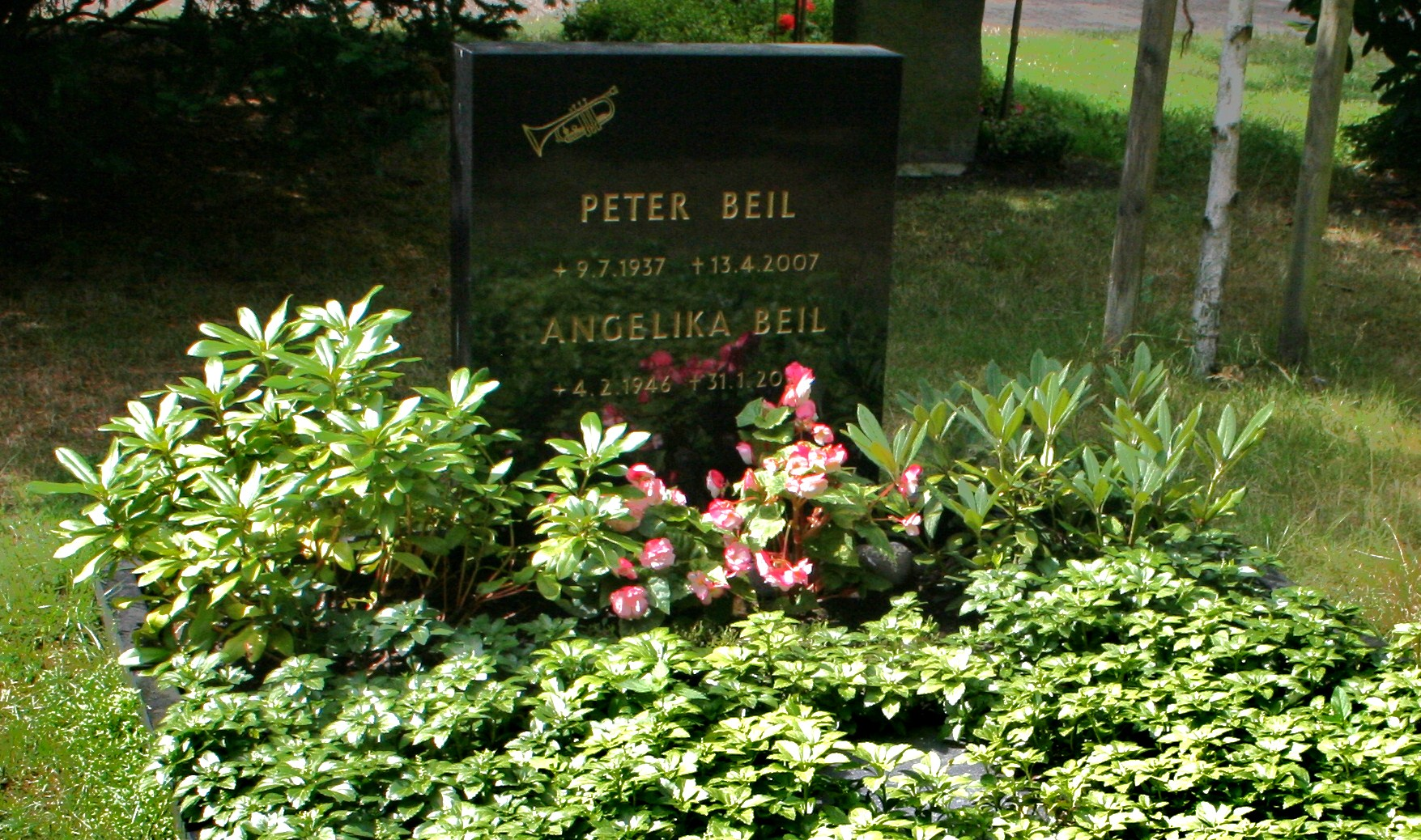
La tomba di Peter Beil e della moglie Angelika

## Discografia parziale

### Album
- 1964 - Melodien aus West Side Story
- 1966 - Fremde in der Nacht
- 1966 - Peter Beil
- 1966 - Du darfst nie einsam sein
- 1967 - Ein Lied erklingt
- 1971 - Frage die Liebe
- 1996 - Melodien aus Gold (con Franz Lambert)
- 1993 - Die großen Erfolge
- 1997 - Zwei gute Freunde
- 2000 - Corinna, Corinna

### Singoli
- 1958 - Torero
- 1959 - Ich wünsche mir was
- 1959 - Primadonna in meinem Herzen
- 1960 - Sophia
- 1960 - Du bist die Schönste
- 1960 - In Barcelona
- 1960 - Ich komme wieder
- 1961 - Adieu-Lebewohl-Goodbye
- 1961 - Corinna, Corinna
- 1961 - Hello, Mary-Lou (con il gruppo Ricky Boys)
- 1961 - Treu wie ein Hund (con Leo Leandros come Die guten Freunde)
- 1961 - Dreizehn Girls
- 1962 - Ein verliebter Italiener
- 1962 - Laß den Lippenstift zu Haus (con Franco Duval con il nome di Ricky Boys)
- 1962 - Carolin-Carolina
- 1963 - Und dein Zug fährt durch die Nacht
- 1963 - Kleine Nervensäge Monika
- 1963 - Nummer eins in meinem Herzen
- 1963 - Go On, Billy (con Franco Duval con il nome diRicky Boys)
- 1963 - Weil ich dich liebe
- 1963 - Muß das sein (come Ricky Boys)
- 1964 - Veronika
- 1964 - Eine blond, eine braun
- 1965 - Einsam geh' ich durch die dunkle Nacht
- 1965 - Zorba's Tanz
- 1965 - Das glaub' ich nie von dir
- 1966 - Fremde in der Nacht
- 1966 - Alle meine Träume
- 1967 - Das ist nur durch dich so schön
- 1967 - So wie's früher einmal war
- 1967 - Wenn ich bei Dir bin
- 1968 - Dann fällt der Abschied nicht so schwer
- 1968 - Man gratuliert mir (Congratulations)
- 1968 - Das ist mein Weg
- 1968 - Sommersonnenschein
- 1969 - Der Blitz schlug ein
- 1969 - Summa Summarum
- 1970 - Heute Nacht (El Condor Pasa)
- 1970 - Frage die Liebe
- 1973 - Weine nicht, wenn du einsam bist
- 1973 - Bleib' für immer, Lydia
- 1973 - Du, ich, wir beide
- 1973 - Ein Mädchen zum verlieben
- 1973 - Señorina
- 1974 - Julia
- 1975 - Und dein Zug fährt durch die Nacht
- 1977 - Adieu Adeline (Ballade pour Adeline)

## Filmografia parziale

### Attore
- Die Drehscheibe  - serie TV, 5 episodi (1966-1971)

### Colonna sonora
- Tanze mit mir in den Morgen , regia di Peter Dörre (1966)